# Branca Doria
Branca Doria (vers 1233-1325), membre de la notable família gibel·lina genovesa dels Doria. Va ocupar diversos càrrecs polítics a Sardenya quan l'illa es trobava sota control genovès. Va fer matar a traïció al seu sogre Michele Zanche, durant un banquet al qual l'havia convidat. D'ell heredà el govern de Logudor, una de les quatre províncies de Sardenya. El 1299 va demanar al papa Bonifaci VIII el reconeixement del seu nomenament.
Durant la conquesta aragonesa de Sardenya, va ser capturat durant el Setge de Sàsser. Tot i que els seus familiars van dirigir-se a Barcelona per demanar clemència a Jaume II, va ser executat per partidaris d'Hug d'Arborea.
Pel seu crim, Dante Alighieri el fa aparèixer a la part més profunda de l'Infern a la seva obra La Divina Comèdia.

## Familia i descendència
Es casà amb Caterina Zanche i Lancia (filla de Miquel Zache y de Blanca Lancia) i tingueren dos fills:
- Bernabé Doria, pare del famós Brancaleone Doria que es casà amb Isotta Malaspina de Vilafranca (filla de Frederic Malaspina i germana de Tomàs I Malaspina)
- Violante Doria casada amb Oberto Doria conegut com a "Dorino", senyor de Loano (Branca dels Doria-Ponent-Liguria).

Descendents seus de la branca de Brancaleone descendeixen,
- Monteleone Rocca Doria casat amb Elionor d'Arborea.
- Aleramo Doria, banquer italià que es casà amb Benedetta Cattaneo, pares de Clemenza Doria.